# Teatre d'operacions de la Mar Bàltica (1914-1918)
El Teatre d'operacions de la Mar Bàltica cobreix totes les operacions navals i amfíbies que es van dur a terme a la conca de la mar Bàltica durant la Primera Guerra Mundial; els contendents eren la Voenno-morskoj Flot Rossijskoj Imperii (Armada de l'Imperi Rus) recolzat per un petit contingent de submarins de la Royal Navy (Armada de l'Imperi Britànic), i la Kaiserliche Marine (Armada de l'Imperi Alemany).
Les operacions van començar l'1 d'agost de 1914, el dia que l'imperi Alemany va declarar la guerra a l'imperi Rus; superat numèricament i qualitativament per la Kaiserliche Marine, la flota tsarista va assumir des del principi una estratègia defensiva anomenada fleet in being.
La major part dels combats es va concentrar al voltant del golf de Riga i de la costa de Letònia i Estònia: les dues parts van fer un ampli ús de les mines marines, a més de realitzar incursions ràpides a les zones costaneres enemigues. La situació es va mantenir estancada fins a principis de 1917, quan finalment la flota russa, amb la moral baixa des de l'esclat de la Revolució Russa, va ser expulsada del golf de Riga al finalitzar la batalla de Muhu i totes les seves unitats es van replegar al golf de Finlàndia.
Les hostilitats van cessar oficialment amb el Tractat de Brest-Litovsk del 3 de març de 1918, encara que algunes activitats navals van continuar fins a principis d'abril següent.